# Alexeï Jouravlev
Alexeï Aleksandrovitch Jouravlev (en russe : Алексе́й Алекса́ндрович Журавлёв), né le 30 juin 1962 à Voronej (Union soviétique), est un homme politique russe. Dirigeant du parti Rodina, il est député à la Douma depuis 2011.

## Biographie
Jouravlev est né le 30 juin 1962 à Voronej, en URSS. En 1984, il est diplômé de l'Institut polytechnique de Voronej, spécialisé en « physique des métaux ». En 2004, il obtient un diplôme de l'Académie russe d'administration publique auprès du président de la fédération de Russie. Il travaille, entre 2001 et 2004, auprès du gouverneur de l'oblast de Voronej, Vladimir Koulakov.
En 2006 et 2007, il travaille à la création du parti Grande Russie, formation ultranationaliste dirigée par Dmitri Rogozine. De 2009 à 2011, il est conseiller auprès du gouverneur de l'oblast de Voronej, Alexeï Gordeyev.
En 2011, il est élu député à la Douma en tant que membre du Russie unie, après avoir été désigné candidat du Front populaire panrusse, la coalition dirigé par Vladimir Poutine.
Le 29 septembre 2012 se tient le congrès de refondation du parti Rodina. Jouravlev est élu président mais reste affilié à Russie unie au sein de la Douma.
En 2013, il participe au Congrès de Debout la République, parti français présidé par Nicolas Dupont-Aignan. La même année, il est l'auteur d'une proposition de loi à la Douma qui prévoit notamment de retirer aux homosexuels leurs droits parentaux en raison de leur orientation sexuelle.
Lors des élections législatives de 2016, il est le chef de file de Rodina et parvient à se faire réélire au sein de la circonscription d'Anna. Il est le seul député du parti.
Le 10 août 2019, alors que certaines parties de la Sibérie sont ravagées par des incendies de grande ampleur alors la région d'Irkoutsk subit des pluies torrentielles, il accuse les États-Unis de s'en prendre à la Russie au moyen d'armes climatiques. Il ajoute que ce recours à l'arme du climat s'explique par le fait que la Russie aurait atteint en matière d'armement la supériorité sur le reste du monde.
En septembre 2020, Jouravlev affirme sur une chaîne de télévision nationale russe l'existence de bordels pour zoophiles proposant des tortues au Danemark.
En janvier 2025, il est le premier vice-président de la commission de la défense de la Douma.